# نماز (آلبوم)
  نماز نام یک آلبوم موسیقی اثر معین، هنرمند ایرانی است که در سبک  پاپ و سنتی تهیه شده و دارای ۶ آهنگ است.

## فهرست آهنگ‌ها
| آلبوم نماز، شرکت کلتکس ریکوردز، ۱۳۷۱ |               |                |                |
| آهنگ                                 | ترانه سرا     | آهنگساز        | تنظیم          |
| زندگی                                | اردلان سرفراز | فرید زُلاند     | فرید زُلاند     |
| نماز                                 | هدیه          | معین           | آندرانیک       |
| حیران                                | اردلان سرفراز | معین           | منوچهر چشم آذر |
| ایران                                | علیرضا میبُدی  | جهانبخش پازوکی | کاظم عالمی     |
| نیرنگ                                | اردلان سرفراز | فرید زُلاند     | فرید زُلاند     |
| تا از دَر اومَد                        | مسعود فردمَنش  | صادق نوجوکی    | صادق نوجوکی    |